# Nikologori
Nikologori (en rus: Никологоры) és un poble (un possiólok) de l'óblast de Vladímir, a Rússia, que el 2018 tenia 4.869 habitants. Pertany al districte de Viàzniki.